# Polyprion americanus
La cernia di fondale (Polyprion americanus  (Bloch & Schneider 1801)), conosciuta commercialmente come cernia o dotto, è un pesce di mare appartenente alla famiglia Polyprionidae che fino a poco tempo fa veniva ascritto alla famiglia dei Serranidae come le cernie propriamente dette.

## Denominazioni dialettali italiane
La cernia o dotto (cernia di fondale) è conosciuta, nelle varie regioni italiane, con nomi dialettali diversi:
| Regione  | Denominazione                                                        |
| -------- | -------------------------------------------------------------------- |
| Liguria  | Lucerna, Lüxerna de fundo                                            |
| Puglia   | Dotture, Cernia fusca, Pesce de friesche, Pisci frischi, Pisci fusco |
| Sardegna | Gernia niedda                                                        |
| Sicilia  | Addottu di sciumi, Addottu di furi                                   |

## Distribuzione e habitat
È diffuso sia in mari tropicali che in acque fredde, infatti si ritrova nell'Oceano Atlantico dall'Islanda e Norvegia fino al Sudafrica ed anche nel Pacifico e nell'Oceano Indiano. Comunque è più comune in mari temperati e freddi piuttosto che vicino ai Tropici. Nonostante il nome è rarissima lungo le coste americane sia del nord che del sud. 

Il suo habitat è profondo, gli adulti si rinvengono tra i 100 ed i 1000 metri di profondità sia in ambienti rocciosi che, soprattutto, all'interno di relitti. I giovani hanno la curiosa abitudine di stazionare in branchetti sotto relitti galleggianti in mare aperto (da cui il nome di cernia ombra).

## Descrizione
Il corpo è tozzo ed è immediatamente riconoscibile dalle cernie propriamente dette a causa della bocca enorme, della mandibola che sopravanza la mascella di varie lunghezze e della caratteristica fronte concava con un'evidente gibbosità dietro l'occhio. 

La colorazione dell'adulto è di uno smorto grigio piombo mentre i giovani sono neri con fitte screziature bianche.

## Alimentazione

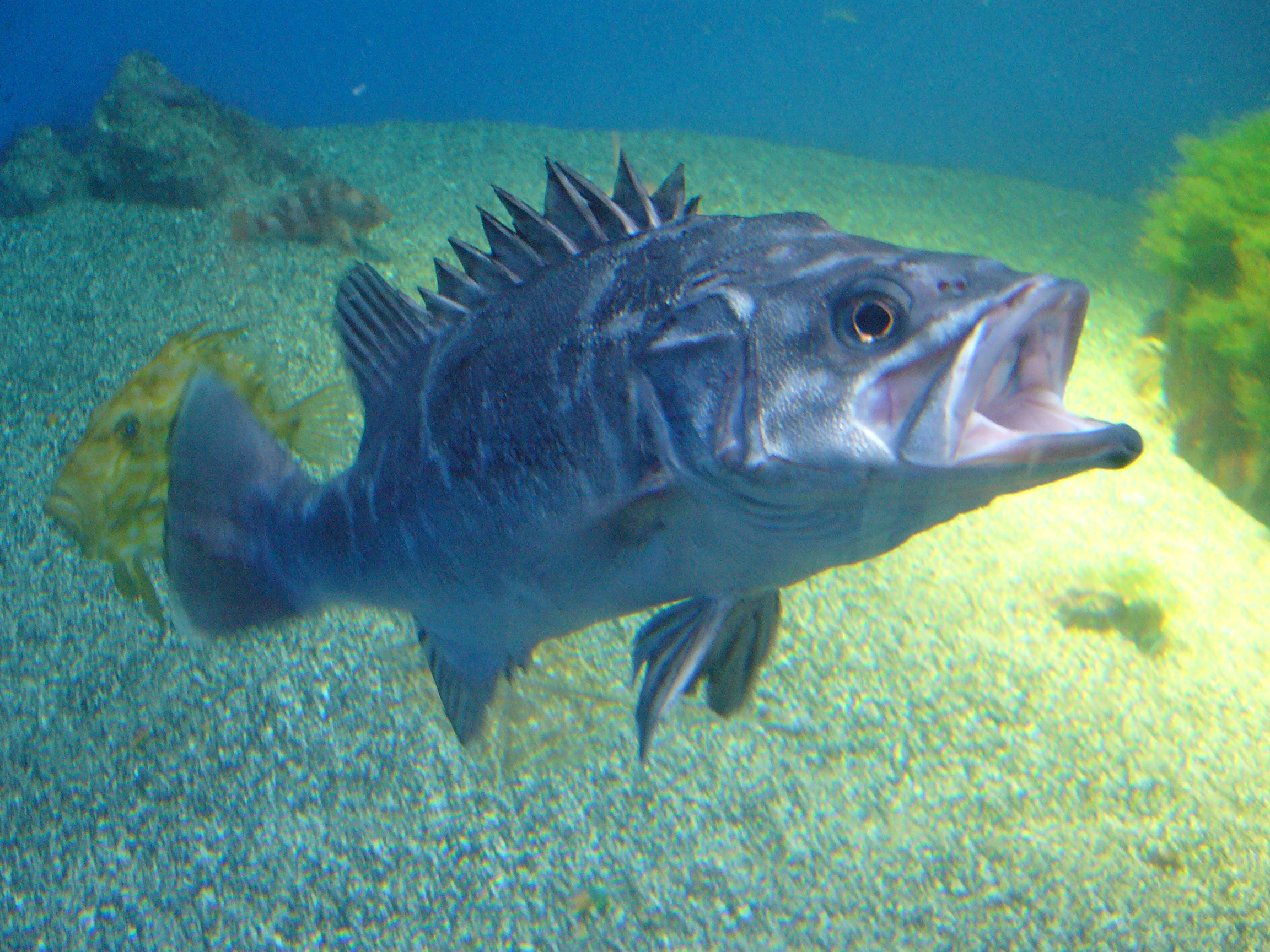
Giovane esemplare di Polyprion americanus fotografato in acquario.

Carnivora, la sua dieta è basata su pesci bentonici, Crostacei e Cefalopodi.

## Riproduzione
Avviene in estate. I particolari biologici sono poco noti.

## Gastronomia
Molto apprezzate per la qualità delle loro carni, unitamente alla scarsa presenza di lische, possono essere cucinate con cottura al forno o alla griglia. Sono particolarmente considerate da questo punto di vista le specie cernia bianca e cernia nera.